# Roger De Corte
Roger De Corte (* 8. August 1923 in Waarschoot; † 10. Januar 2010 ebenda) war ein belgischer Radrennfahrer.

## Sportliche Laufbahn
De Corte war im Straßenradsport aktiv. 1944 und 1945 startete er als Unabhängiger. Von 1951 bis 1960 fuhr er als Berufsfahrer. 1946 und 1955 siegte er im Omloop van het Houtland. 1949 gewann er den Scheldeprijs vor Valère Ollivier, 1952 war er erneut in diesem Eintagesrennen erfolgreich. Weitere Siege holte er 1947 im Omloop van Oost-Vlaanderen, 1952 im Grote Prijs Beeckman-De Caluwé sowie in der Ronde van Limburg, 1954 bei Antwerpen–Genk und 1958 in der Ronde van Brabant. Etappensiege gelangen ihm 1950 in der Deutschland-Rundfahrt sowie in der Belgien-Rundfahrt. In seiner Heimat gewann er einige Kriterien und Rundstreckenrennen als Profi.
Zweiter wurde De Corte 1948 und 1958 im Kampioenschap van Vlaanderen, im Omloop Het Volk 1954 hinter Karel De Baere, im Omloop van het Houtland 1958. 1952 kam er bei Paris–Brüssel (heutiger Name Brussels Cycling Classic) auf den 3. Platz. Im Profirennen der Straßenradsport-Weltmeisterschaften 1952 wurde er zusammen mit zahlreichen anderen Fahrern auf den 10. Rang klassiert (nach anderen Angaben auf den 11. Rang). De Corte bestritt eine Reihe von Sechstagerennen. 1948 wurde er mit André Maelbrancke als Partner Zweiter in Chicago.